# 卢克尼奥竞技俱乐部
卢克尼奥竞技俱乐部（Club Sportivo Luqueño），巴拉圭卢克市的一个足球俱乐部，成立于1921年。

## 荣誉
- 巴拉圭足球甲級聯賽: 3

1951, 1953, 2007秋
- 巴拉圭足球乙級聯賽: 4

1924, 1956, 1964, 1968